# مانطيرا (مدينة)
مانطيرا  (بالصومالية: Mandheera)‏هي عاصمة محافظة مانطيرا في المحافظة الشمالية الشرقية (كينيا) السابقة لكينيا. تقع في حوالي 3 ° 55′N 41 ° 50′E، بالقرب من الحدود مع الصومال وإثيوبيا.
معظم سكان مانطيرا هم من أصل صومالي. يبقى الدعامة الاقتصادية الأساسية تجارة الثروة الحيوانية إلى حد كبير.

## التقسيم الإداري
تنقسم المدينة الى مقاطعات فرعية ودوائر انتخابية
- وسط مانطيرا
- مانديرا الغربية
- مانديرا الجنوبية
- بانيسا
- إيلواق
- لافي

## المساحة
تبلغ مساحة المحافظة 26744 كيلومتر مربع.
من بين الأحداث البارزة في تاريخ مانديرا حادثة رامو عام 1977 التي غزا فيها الجيش الصومالي الدفاعات الإثيوبية من الجانب الكيني حيث هاجمت قوة قوامها 1500 جندي صومالي نقطة حدودية، وقتلت 30 من ضباط الشرطة والجنود الكينيين. نجح الجيش الصومالي في العبور إلى منطقة سيدامو في إثيوبيا فيما يسمى بحرب أوجادين.

## المناخ
يصنف مناخ مانطيرا على أنه جاف تحت تصنيف مناخ كوبن. تميل درجات الحرارة إلى أن تكون ساخنة طوال العام. عادة ما تكون درجات الحرارة اليومية أعلى من 30 درجة مئوية 86 درجة فهرنهايت، بينما في الليل، يمكن أن تنخفض إلى 20 درجة مئوية (68 درجة فهرنهايت). هطول الأمطار منخفض للغاية، حيث تتلقى المنطقة كمية قليلة من الأمطار. حالات الجفاف ليست غير عادية، وغالبًا ما تؤدي إلى خسائر كبيرة في الثروة الحيوانية في المناطق الريفية حيث ينتشر الرعي.